# サッカー本大賞
サッカー本大賞（さっかーぼんたいしょう）とは、2014年に設立されたサッカーに関する書籍を対象にした文学賞である。

## 概要
「良質なサッカー書籍が日本のサッカー文化を豊かにする」という主旨で「フットボール批評」「ジュニアサッカーを応援しよう!」などを発行、ウェブメディア「フットボールチャンネル」を運営するカンゼンが創設したもので、双葉社と白水社が協賛していた。毎年1月1日から12月31日までに刊行されたサッカー本（読み物に限り、いわゆる技法書、テクニック本、サッカー漫画は選考対象外）を対象に、選考委員により各自3冊まで優秀作品を選出し、さらに選考委員の合議によって「サッカー本大賞」を決定する。また、優秀作品の中から読者からの投票によって最も得票数の多い作品に「読者賞」を授与する。
当初は「翻訳サッカー本大賞」が設けられていたが、2020年（第7回）より「翻訳サッカー本大賞」に代わって「特別賞」を新設。和書・翻訳書の垣根を取り払ってよりよいサッカー本を選定することとした。2017年（第5回）より猿田彦珈琲が副賞を提供している。

## 受賞作品

### 2014年（第1回）
サッカー本大賞
- 近藤篤 著『ボールピープル』（文藝春秋）

翻訳サッカー本大賞
- ジャンルカ・ヴィアリ、ガブリエル・マルコッティ著／田邊雅之 監修『理想のために戦うイングランド、現実のために戦うイタリア、そしてイタリア人と共に戦う日本人』（学研教育出版）

読者賞
- 近藤篤 著『ボールピープル』（文藝春秋）

優秀作品
- ザ・シークレット・フットボーラー著／澤山大輔 訳『ザ・シークレット・フットボーラー』（東邦出版）
- 横井素子 著『セレッソ・アイデンティティ 育成型クラブが歩んできた20年』（幻冬舎）
- 木之本興三 著『日本サッカーに捧げた両足 真実のJリーグ創世記』（ヨシモトブックス）
- ジョン・リバス著／今井健策 訳『ビエルサの狂気 知られざる戦術マニアの素顔』（ベースボールマガジン社）
- いとうやまね 著『フットボールde国歌大合唱 ! 』（東邦出版）
- 佐山一郎 著『夢想するサッカー狂の書斎 ぼくの採点表から』（カンゼン）

### 2015年（第2回）
サッカー本大賞
- 中村慎太郎 著『サポーターをめぐる冒険 Jリーグを初観戦した結果、思わぬことになった』（ころから）

翻訳サッカー本大賞
- ジョナサン・ウィルソン著／実川元子 訳『孤高の守護神 ゴールキーパー進化論』（白水社）

読者賞
- 矢野大輔 著『通訳日記 ザックジャパン1397日の記録』（文藝春秋）

優秀作品
- 小澤一郎 著『アギーレ 言葉の魔術師』（ぱる出版）
- デクラン・ヒル 著／山田敏弘 訳『あなたの見ている多くの試合に台本が存在する』（カンゼン）
- 梅田明宏 著『礎・清水FCと堀田哲爾が刻んだ日本サッカー五〇年史』（現代書館）
- 河崎三行 著『蹴る女 なでしこジャパンのリアル』（講談社）
- クリス・アンダーゼン、デイビッド・サリー 著／児島修 訳『サッカーデータ革命 ロングボールは時代遅れか』（辰巳出版）
- 川端暁彦 著『Jの新人 Jリーグ新加入170選手の価値 2014』（東邦出版）
- ヘンリー・ウィンター 著／山中忍 訳『フットボールのない週末なんて ヘンリー・ウィンターが案内するイングランドの日常』（ソル・メディア）
- 沢田啓明 著『マラカナンの悲劇 世界サッカー史上最大の敗北』（新潮社）
- 陣野俊史 著『サッカーと人種差別』（文藝春秋）

### 2016年（第3回）
サッカー本大賞
- 下薗昌記 著『ラストピース J2降格から三冠達成を果たしたガンバ大阪の軌跡』（KADOKAWA）

翻訳サッカー本大賞
- ベン・リトルトン 著／実川元子 訳『PK ～最も簡単なはずのゴールはなぜ決まらないのか?～』（カンゼン）

読者賞
- 下薗昌記 著『ラストピース J2降格から三冠達成を果たしたガンバ大阪の軌跡』（KADOKAWA）

優秀作品
- 西部謙司 著『サッカー日本代表が「世界一」になるための5つの条件 ワールドカップ勝利の極意』（河出書房新社）
- ルイス・スアレス 著／山中忍 訳『ルイス・スアレス自伝 理由』（ソル・メディア）
- クリストフ・バウゼンヴァイン 著／木崎伸也、ユリア・マユンケ 訳『パーフェクトマッチ ヨアヒム・レーヴ 勝利の哲学』（二見書房）
- アンドリュー・ジェニングス 著／木村博江 訳『FIFA 腐敗の全内幕』（文藝春秋）

### 2017年（第4回）
サッカー本大賞
- 能町みね子 著『「能町みね子のときめきサッカーうどんサポーター」、略して 能サポ』（講談社）
- 宇都宮徹壱 著『サッカーおくのほそ道 Jリーグを目指すクラブ 目指さないクラブ』（カンゼン）

翻訳サッカー本大賞
- ヘンリー・ウィンター 著／山中忍訳『夢と失望のスリー・ライオンズ イングランド救済探求の時間旅行』（ソル・メディア）

読者賞
- 伊藤壇 著『自分を開く技術』（本の雑誌社）

優秀作品
- 加部究 著『サッカー通訳戦記 戦いの舞台裏で“代弁者”が伝えてきた言葉と魂』（カンゼン）
- 錦糸町フットボール義勇軍 著『KFG蹴球文化論（壱）革命蜂起編／（弐）革命奮起編』（impression）
- 倉敷保雄 著『ことの次第②』（ソル・メディア）
- 清義明 著『サッカーと愛国』（イースト・プレス）
- 飯尾篤史 著『残心 Jリーガー中村憲剛の挑戦と挫折の1700日』（講談社）
- スティーヴン・ジェラード 著／小林玲子訳『君はひとりじゃない スティーヴン・ジェラード自伝』（東邦出版）
- ジョン・クロス 著／岩崎晋也訳『アーセン・ヴェンゲル アーセナルの真実』（東洋館出版社）

### 2018年（第5回）
サッカー本大賞・読者賞
- 岩政大樹 著『PITCH LEVEL 例えば攻撃がうまくいかないとき改善する方法』（KKベストセラーズ）

翻訳サッカー本大賞
- ディートリッヒ・シュルツェ=マルメリンク 著／吉田奈保子、山内めぐみ 訳『マヌエル・ノイアー伝記』（実業之日本社）

優秀作品
- 後藤健生 著『世界スタジアム物語 競技場の誕生と紡がれる記憶』（ミネルヴァ書房）
- 六川則夫 著『日本代表を撮り続けてきた男 サッカーカメラマン 六川則夫』（スクワッド）
- 中野吉之伴 著『ドイツの子どもは審判なしでサッカーをする 自主性・向上心・思いやりを育み、子どもが伸びるメソッド』（ナツメ社）
- 片野道郎 著『それでも世界はサッカーとともに回り続ける 「プラネット・フットボール」の不都合な真実』（河出書房新社）
- サッカー新聞エルゴラッソ編集部 編『親子で学ぶ サッカー世界図鑑 ロシアW杯編』（スクワッド）
- ジェイミー・ヴァーディ 著／小林玲子訳『人生はジャイアントキリング! ジェイミー・ヴァーディ自伝』（日本文芸社）
- デイヴィッド・サンプター 著／千葉敏生訳『サッカーマティクス 数学が解明する強豪チーム「勝利の方程式」』（光文社）
- エイミー・ローレンス 著／スチュアート・マクファーレン 写真 グレイヴストック陽子 訳『THE WENGER REVOLUTION: Twenty Years of Arsenal ヴェンゲル20周年 アーセナル写真集』（ソル・メディア）
- ダニエル・ピニージャ著／木村浩嗣 訳『モンチ・メソッド ゼロから目的を見つける能力』（ソル・メディア）

### 2019年（第6回）
サッカー本大賞
- 津村記久子 著『ディス・イズ・ザ・デイ』（朝日新聞出版）
- 中村武彦、LeadOff Sports Marketing 著『MLSから学ぶスポーツマネジメント 躍進するアメリカサッカーを読み解く』（東洋館出版社）

翻訳サッカー本大賞
- ジェームズ・モンタギュー 著／田邊雅之 翻訳『億万長者サッカークラブ サッカー界を支配する狂気のマネーゲーム』（カンゼン）

読者賞
- ひぐらしひなつ 著『監督の異常な愛情 または私は如何にして心配するのをやめてこの稼業を・愛する・ようになったか』（内外出版社）

優秀作品
- 金井真紀、熊崎敬 著『サッカーことばランド 世界で拾い集めたへんてこワード97』（ころから）
- 長束恭行 著『東欧サッカークロニクル モザイク国家に渦巻くサッカーの熱源を求めて』（カンゼン）
- 加部究 著『日本サッカー戦記 青銅の時代から新世紀へ』（カンゼン）
- ロナルド・レング 著／木村浩嗣 訳『うつ病とサッカー 元ドイツ代表GKロベルト・エンケの隠された闘いの記録』（ソル・メディア）
- メスト・エジル 著／小林玲子 訳『メスト・エジル自伝』（東洋館出版社）
- ケン・ベンシンガー 著／北田絵里子 訳 手嶋由美子 訳 国弘喜美代 訳『レッドカード 汚職のワールドカップ』（早川書房）

### 2020年（第7回）
サッカー本大賞
- 豊福晋 著 『欧州 旅するフットボール』（双葉社）

特別賞
- マイケル・コックス 著／田邊雅之 翻訳 『プレミアリーグ サッカー戦術進化論』（二見書房）
- 岡田武史 著 『岡田メソッド――自立する選手、自律する組織をつくる16歳までのサッカー指導体系』（英治出版）

読者賞
- 菊原志郎・仲山進也 共著『サッカーとビジネスのプロが明かす育成の本質 才能が開花する環境のつくり方』（徳間書店）

優秀作品
- 大山高 著 『海外のサッカーはなぜ巨大化したのか』（青娥書房） 内藤秀明 著 『ようこそ! プレミアパブ』（三栄）
- 岩政大樹 著 『FOOTBALL INTELLIGENCE フットボール・インテリジェンス 相手を見てサッカーをする』（カンゼン）
- ロベルト・ロッシ・片野道郎 共著 『サッカー“ココロとカラダ”研究所 イタリア人コーチと解き明かす、メンタル&フィジカル「11の謎」』（ソル・メディア）
- 結城康平 著 『欧州サッカーの新解釈。ポジショナルプレーのすべて』（ソル・メディア）
- エルマー・ネーヴェリング 著／鈴木良平 監修／大山雅也 翻訳 『ユルゲン・クロップ 増補版 選手、クラブ、サポーターすべてに愛される名将の哲学』（イースト・プレス）
- 後藤健生 著 『森保ジャパン 世界で勝つための条件: 日本代表監督論』（NHK出版）

### 2021年（第8回）
サッカー本大賞
- アビー・ワンバック 著、寺尾まち子 翻訳 『わたしはオオカミ 仲間と手をつなぎ、やりたいことをやり、なりたい自分になる』（海と月社）
- キム・ホンビ 著、小山内園子 翻訳 『女の答えはピッチにある 女子サッカーが私に教えてくれたこと』（白水社）

特別賞
- 西崎憲 著 『ヘディングはおもに頭で』（KADOKAWA）

CB賞（クレイジーブーツ賞）
- ピーター・クラウチ 著、村瀬隆宗 翻訳 『クレイジーフットボーラーズ ピーター・クラウチが明かすプロサッカーの裏話』（イカロス出版）
  - ヨーロッパのリーグで最も多くの得点を挙げた選手に与えられる「ゴールデンブーツ賞」（現在のヨーロッパ・ゴールデンシュー）をオマージュした賞で、最も多くの「ユーモアな文章」を綴った著者に贈られる特別賞。

読者賞
- 反町康治 著 『RESPECT2 監督の挑戦と覚悟』（信濃毎日新聞社）

優秀作品
- サッカー新聞エルゴラッソ編集部 著、編集、高田茂和 イラスト 『おもしろサッカー世界図鑑スペイン編』（スクワッド）
- ルカ・モドリッチ、ロベルト・マッテオーニ 著、長束恭行 翻訳 『ルカ・モドリッチ自伝 マイゲーム』（東洋館出版社）
- 西部謙司 著 『フットボールクラブ哲学図鑑』（カンゼン）
- 林舞輝 著 『「サッカー」とは何か 戦術的ピリオダイゼーションvsバルセロナ構造主義、欧州最先端をリードする二大トレーニング理論』（ソル・メディア）
- 宇都宮徹壱 著 『フットボール風土記 Jクラブが「ある土地」と「ない土地」の物語』（カンゼン）
- リー・スコット 著、龍岡歩 監修、高野鉄平 翻訳 『組織的カオスフットボール教典 ユルゲン・クロップが企てる攪乱と破壊』（カンゼン）

### 2022年（第9回）
サッカー本大賞
- 藤坂ガルシア千鶴 著『ディエゴを探して』(イースト・プレス)

特別賞
- ディートリヒ・シュルツェ=マルメリング 著、中村修 訳『FCバイエルンの軌跡:ナチズムと戦ったサッカーの歴史』（白水社）
- ジェームス・モンタギュー 著、田邊雅之 訳『ULTRAS 世界最凶のゴール裏ジャーニー』（カンゼン）

読者賞
- 藤田雅史 著『サムシングオレンジ THE ORANGE TOWN STORIES』（ニューズ・ライン）

優秀作品
- 乗代雄介 著『旅する練習』(講談社)
- 内藤秀明 著、エルゴラッソ編集部 編『予測不能のプレミアリーグ完全ガイド』（三栄書房）
- 結城康平 著『フットボール新世代名将図鑑』（カンゼン）
- ジャンルカ・ディ・マルツィオ 著、片野道郎 訳『カルチョメルカート劇場 世界一クレイジーな移籍市場の秘密をすべて教えよう』（ソル・メディア）
- サッカーネット用語辞典 著『いまさら誰にも聞けない サッカー隠語の基礎知識』（カンゼン）
- 宇都宮徹壱 著『蹴日本紀行 47都道府県フットボールのある風景』（エクスナレッジ）
- ジミー・バーンズ 著、宮川毅 訳『ディエゴ・マラドーナの真実 追悼・増補版』（ベースボール・マガジン社）
- OWL magazine 編著『〝サッカー旅〟を食べ尽くせ! すたすたぐるぐる 埼玉編』（西葛西出版）

### 2023年（第10回）
サッカー本大賞
- 河内一馬 著 『競争闘争理論 サッカーは「競う」べきか「闘う」べきか？』(ソル・メディア)

特別賞
- スザンヌ・ラック 著、実川元子 訳 『女子サッカー140年史 闘いはピッチとその外にもあり』（白水社）
- トム・ウィリアムズ 著、堀口容子 訳 『DO YOU SPEAK FOOTBALL？ 世界のフットボール表現事典』（イースト・プレス）

翻訳サッカー本大賞
- サイモン・クーパー 著、山中忍 訳 『バルサ・コンプレックス “ドリームチーム”から“FCメッシ”までの栄光と凋落』（ソル・メディア）

読者賞
- マッテオ・マラーニ 著、小川光生 訳『セリエＡ発アウシュヴィッツ行き～悲運の優勝監督の物語』（光文社）

優秀作品
- 鈴木まもる 著 『戦争をやめた人たち 1914年のクリスマス休戦（あすなろ書房）
- 結城康平 著 『TACTICAL FRONTIER 進化型サッカー評論』（ソル・メディア）
- ミーガン・ラピノー 著、栗木さつき 訳『ONE LIFE ミーガン・ラピノー自伝』（海と月社）
- 西部謙司 著 『フットボール代表プレースタイル図鑑』（カンゼン）

### 2024年（第11回）
サッカー本大賞・読者賞
- 宮市亮 著 『それでも前を向く』（朝日新聞出版）

特別賞
- 島沢優子 著 『オシムの遺産（レガシー） 彼らに授けたもうひとつの言葉』（竹書房）

名著復刊賞
- エドゥアルド・ガレアーノ 著、飯島みどり 訳 『スタジアムの神と悪魔――サッカー外伝・〔改訂増補版〕』（木星社）

戦術・理論賞
- ヘルマン・カスターニョス 著、進藤正幸 監、結城康平 訳 『フットボールヴィセラルトレーニング 無意識下でのプレーを覚醒させる先鋭理論[導入編/実践編]』（カンゼン）

優秀作品
- 西部謙司 著 『戦術リストランテVII 「デジタル化」したサッカーの未来』(ソル・メディア)
- 五百蔵容 著 『森保ストラテジー サッカー最強国撃破への長き物語』（星海社）
- ひぐらしひなつ 著 『サッカー監督の決断と采配-傷だらけの名将たち-』（エクスナレッジ）
- 長束恭行 著 『もえるバトレニ モドリッチと仲間たちの夢のカタール大冒険譚』（ソル・メディア）
- 須田芳正 著、福岡正高 著、杉崎達哉 著、福士徳文 著 『ドイツサッカー文化論』（東洋館出版社）
- アレッサンドロ・ビットリオ・フォルミサーノ 著、片野道郎 著 『モダンサッカー3.0 「ポジショナルプレー」から「ファンクショナルプレー」へ』（ソル・メディア）
- 今西和男 著 『聞く、伝える、考える。〜私がサッカーから学び 人を育てる上で貫いたこと〜』（アスリートマガジン）

## 選考委員
- 佐山一郎（作家）
- 幅允孝（ブックディレクター）
- 大武ユキ（漫画家）：第3回まで
- 速水健朗（ライター／編集者）：第2回まで
- 実川元子（翻訳者）：第4回から
- 陣野俊史（文芸評論家）：第7回から
- 金井真紀（文筆家・イラストレーター）：第9回から